# Jean Titelouze
Jean Titelouze /ʒɑ̃ tiˈtəluːz/ (Saint-Omer, 1562 – Rouen, 24 ottobre 1633) è stato un organista, compositore e poeta francese. Pur appartenendo storicamente all'età del primo Barocco, il suo stile si inserisce fermamente nel solco della tradizione vocale del Rinascimento, ed è per questo distinto dalla corrente organistica che si diffuse in Francia nel secolo XVII. Tuttavia, le sue elaborazioni di inni e dei Magnificat sono le prime composizioni per organo classico francese, per le quali egli è considerato il capostipite della Scuola organistica francese.

## Vita

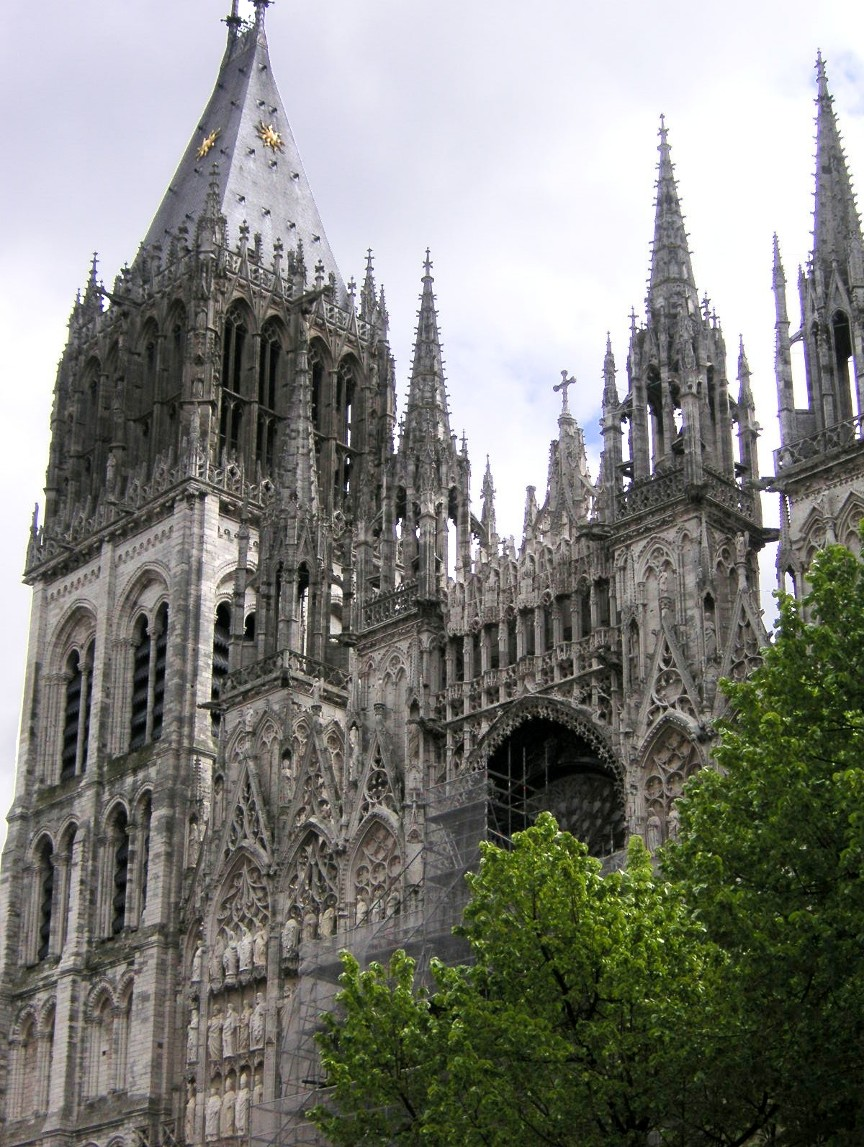
La Cattedrale di Rouen, dove Titelouze lavorò dal 1588 alla morte.

In uno studio del 1930, Amédée Gastoué suggerì che il cognome Titelouze potesse avere un'origine inglese o irlandese (ovvero da “Title-House”), ma la teoria è stata recentemente confutata e “Titelouze” è oggi collegato a "de Toulouse". Titelouze Nacque a Saint-Omer nel 1562/3 (è sconosciuta la data precisa) e qui fu istruito; nel 1585 fu ordinato sacerdote e prestò servizio di organista alla Cattedrale di Saint-Omer. Si trasferì a Rouen l'anno dopo e nel 1588 sostituì François Josseline come organista della Cattedrale di Rouen. Il suo lavoro non si limitava tuttavia alla sola Rouen: egli era infatti attivo anche come consulente e tecnico organario in altre città.
Nel 1600 Titelouze invitò a Rouen il celebre costruttore d'organi franco-fiammingo Crespin Carlier affinché lavorasse all'organo della Cattedrale. Il risultato di questa collaborazione è descritto dai critici dell'epoca come il miglior organo di Francia. Sia questo strumento che le opere successive del Carlier fissarono lo schema tradizionale dell'organo classico francese. Titelouze continuò occasionalmente a collaborare con Carlier in vari strumenti. Nel 1604 Titelouze divenne cittadino francese, essendo al tempo Saint-Omer, ove egli era nato, città dei Paesi Bassi spagnoli. Nel 1610 divenne un canonico della Cattedrale di Rouen. Nel 1613 vinse il suo primo premio alla società letteraria di Rouen, l'Académie des Palinods, per le sue poesie.
Nel 1623 Titelouze pubblicò i suoi Hymnes de l'Eglise, una collezione di una serie di elaborazioni su degli inni gregoriani per uso liturgico. Nello stesso anno per problemi di salute Titelouze si ritirò parzialmente dall'ufficio di organista, mantenendo tuttavia il posto sino alla morte. Nel 1626 pubblicò una seconda collezione di brani d'organo, Le Magnificat, contenente otto elaborazioni sul canto del Magnificat. Nel 1630 ricevette un nuovo premio dall'Académie des Palinods e fu investito “Prince des Palinods”. Morì tre anni più tardi.
Titelouze fu un amico di Marin Mersenne, un importante teorico musicale, matematico, filosofo e teologo francese. Della loro corrispondenza sopravvivono sette lettere, dal 1622 al 1633. Titelouze dette a Mersenne dei consigli per il trattato L'Harmonie Universelle, pubblicato nel 1634/37. Benché la rigorosa polifonia della musica di Titelouze sia presto scomparsa dalla musica francese per organo, la sua influenza si fece sentire nelle opere delle successive generazioni di organisti; ad esempio, il compositore ed organista Nicolas Gigault incluse una fuga à la manière de Titelouze nel suo Livre de musique pour l'orgue del 1685. Circa trecento anni più tardi, il compositore ispirò una delle opere organistiche di Marcel Dupré, il Le Tombeau de Titelouze, op. 38 (1942).

## Opera

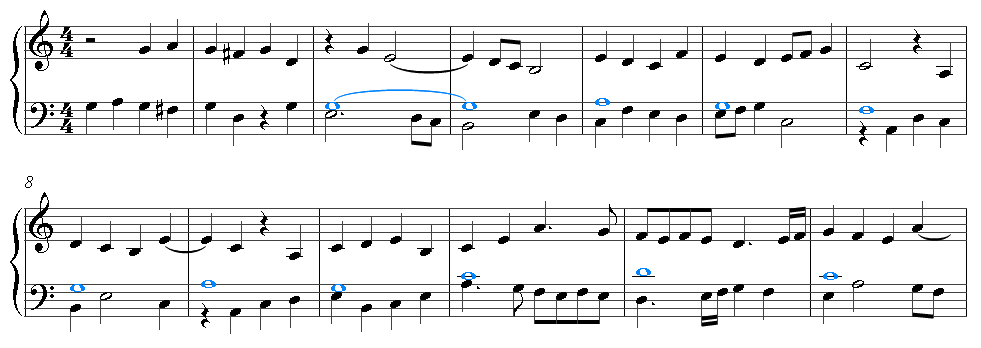
Example 1. Battute iniziali del III versetto del Veni Creator di Titelouze. La melodia dell'inno al tenore è evidenziata. Le voci esterne formano un canone all'ottava; in altri due versetti della raccolta del 1624, Titelouze creò dei canoni alla quinta con la melodia al basso o al soprano.

L'opera rimastaci di Titelouze comprende due raccolte d'organo, che sono le prime composizioni per organo pubblicate in Francia nel XVII secolo. La prima, Hymnes de l'Église pour toucher sur l'orgue, avec les fugues et recherches sur leur plain-chant (1624), contiene 12 inni:
1. Ad coenam (4 versetti)
2. Veni Creator (4 versetti)
3. Pange lingua (3 versetti)
4. Ut queant laxis (3 versetti)
5. Ave Maris Stella (4 versetti)
6. Conditor alme siderum (3 versetti)
7. A solis ortus (3 versetti)
8. Exsultet coelum (3 versetti)
9. Annue Christe (3 versetti)
10. Sanctorum meritis (3 versetti)
11. Iste confessor (3 versetti)
12. Urbs Jerusalem (3 versetti)

Ogni inno comincia con un preludio polifonico con un canto fermo continuato: la melodia dell'inno è posta in valori lunghi in una voce, solitamente il basso, mentre le altre le fanno da contrappunto. Gli altri versetti seguono raramente questa forma: è ben più frequente la pratica del mottetto del XVI secolo dove la melodia dell'inno salta da una voce all'altra, con o senza inserti imitativi, oppure è trattata in imitazione per tutto il brano. In tre versetti (Veni Creator 3, Ave maris stella 3, e Conditor alme siderum 2) la melodia che forma una voce è accompagnata da altre due voci che formano un canone, in due versetti (Ave maris stella 4 e Annue Christe 3) una delle voci forma una nota di pedale. Nella maggior parte dei versetti, la melodia è frammentata e trattata all'imitazione. Tutti i brani sono a quattro voci, eccetto i versetti canonici, che ne hanno solo tre.
La seconda collezione, Le Magnificat ou Cantique de la Vierge pour toucher sur l'orgue suivant les huit tons de l'Église, pubblicata nel 1626, contiene otto elaborazioni sul Magnificat negli otto modi liturgici. Ogni elaborazione ha sette versetti secondo la numerazione del cantico, con doppia elaborazione per ogni Deposuit potentes:
1. Magnificat
2. Quia respexit
3. Et misericordia
4. Deposuit potentes I
5. Deposuit potentes II
6. Suscepit Israel
7. Gloria Patri et Filio

Nella prefazione, Titelouze spiega che la struttura di questi Magnificat li rende utilizzabili anche per il Benedictus. Eccetto il primo che fa da introduzione, tutti i versetti di ogni elaborazione sono in stile fugato. La maggior parte di essi presenta due parti di imitazione: la prima conclude sulla mediante del modo, cosicché, dice Titelouze, l'organista può accorciare il versetto fermandosi a quella cadenza. La maggior parte dei soggetti delle sue fughe sono tratti dall melodia degli inni; vi sono numerosi esempi di fughe doppie e inverse. La polifonia è sempre a quattro voci ed è più complessa che negli Hymnes.
.

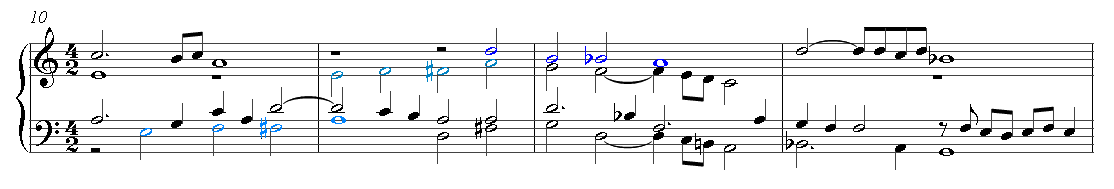
Battute 10-13 dal Deposuit potentes II dal Magnificat primi toni. In questa fuga con inversione (il soggetto è evidenziato in azzurro), come in tutta la raccolta, il linguaggio musicale di Titelouze è più moderno di quello degli Hymnes

Benché gli organi francesi possedessero già registri coloristici, Titelouze non ne fece esplicitamente uso. Secondo quanto dichiarato nelle prefazioni delle sue opere, Titelouze aveva l'intenzione di scrivere musica semplice che potesse essere suonata anche solo manualiter. Nella prefazione agli Hymnes, egli si spinge anche a suggerire di modificare la musica se essa è troppo difficile da suonare.